# Joaquim de Dinamarca
Joaquim de Dinamarca, príncep de Dinamarca (Joachim Holger Waldemar Christian af Glücksborg en danès), nascut el 7 de juny de 1969 a Copenhaguen. Príncep de Dinamarca amb el tractament d'altesa reial que ocupa el 6è lloc dins de l'ordre de successió al tron de Dinamarca.
Nascut rebent els noms de Joaquim Holguer Valdemar Cristià. Fill de la reina Margarida II de Dinamarca i del comte Enric de Monpezat, Joaquim era net per via materna del rei Frederic IX de Dinamarca i de la princesa Íngrid de Suècia.
Batejat al Palau d'Amalienborg, els seus padrins foren el comte Joan Baptista de Laborde de Monpezat, la princesa Benedicta de Dinamarca i la princesa Cristina de Suècia. La llengua materna del príncep és el danès malgrat que s'expressa correctament en francès, en anglès, en castellà i en alemany.
Actualment la seva residència oficial és el Castell de Schackenborg.
El 18 de novembre de 1995 contragué matrimoni al Castell de Fredericksborg amb Alexandra Manley, ciutadana de Hong Kong, en presència del Gotha europeu. La parella es va separar el 2004 i divorciar el 2005. El 2007 contragué matrimoni amb Marie Cavallier.